# Besst
Besst war eine australische Automarke.

## Unternehmensgeschichte
Das Unternehmen May’s Motor Works aus Adelaide verkaufte Fahrzeuge von Chevrolet. In den 1920er Jahren entstanden auch Automobile. Der Markenname lautete Besst. Die Bauzeit war je nach Quelle 1924, 1925 oder von 1926 bis 1927.
Insgesamt entstanden fünf oder sechs Fahrzeuge.

## Fahrzeuge
Das einzige Modell war der Super Four. Laut einer Quelle bildete ein selbst hergestelltes Fahrgestell die Basis. Andere Quellen geben an, dass das Fahrgestell von Parish & Bingham kam, oder sehen eine Verbindung zu Crow-Elkhart. Ein Vierzylindermotor von Lycoming aus den USA mit 19,6 Steuer-PS und 3155 cm³ Hubraum trieb die Fahrzeuge an. Die Getriebe kamen von Muncie. T. J. Richards aus Adelaide stellte die Tourenwagen-Karosserien namens King of the Road her. Der Kaufpreis betrug etwa das Doppelte eines vergleichbaren importierten Fahrzeugs.